# 雅努斯鱼龙属
雅努斯鱼龙属（学名：Janusaurus）是大眼鱼龙科鱼龙已灭绝的一个属，化石发现于斯匹次卑尔根岛中部晚侏罗世阿加德菲勒特组斯洛茨摩亚段（Slottsmøya
Member）。正模标本由部分颅骨及颅后骨骼组成，可能属于一只3—4米（9.8—13.1英尺）长的个体。2019年，尼克莱·泽科夫（Nikolay Zverkov）与娜塔莉亚·普里普茨卡亚（Natalya Prilepskaya）将雅努斯鱼龙列为关节鳍鱼龙但仍维持独立种，尽管同年晚些时候雷内·德塞特（Lene Delsett）等人就此提出反对意见，并坚持认为两者间的差异足以证明它们是不同的属。

## 图片

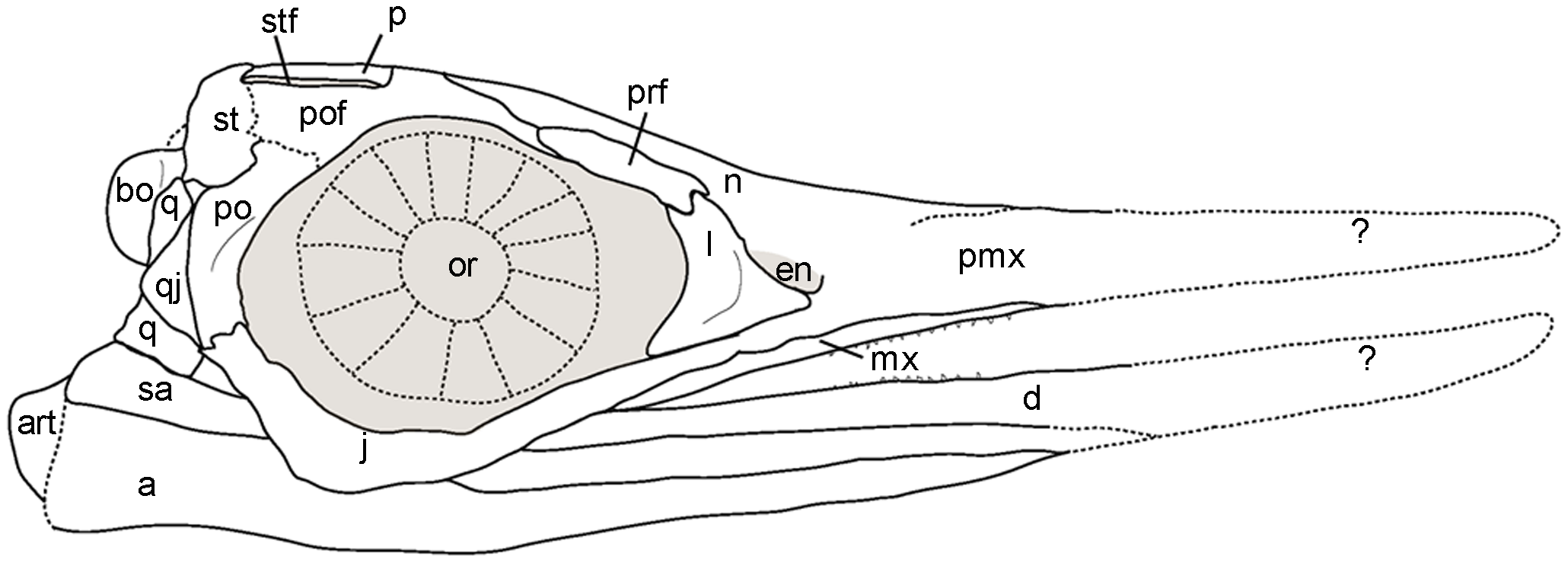
颅骨重建
- 视频展示
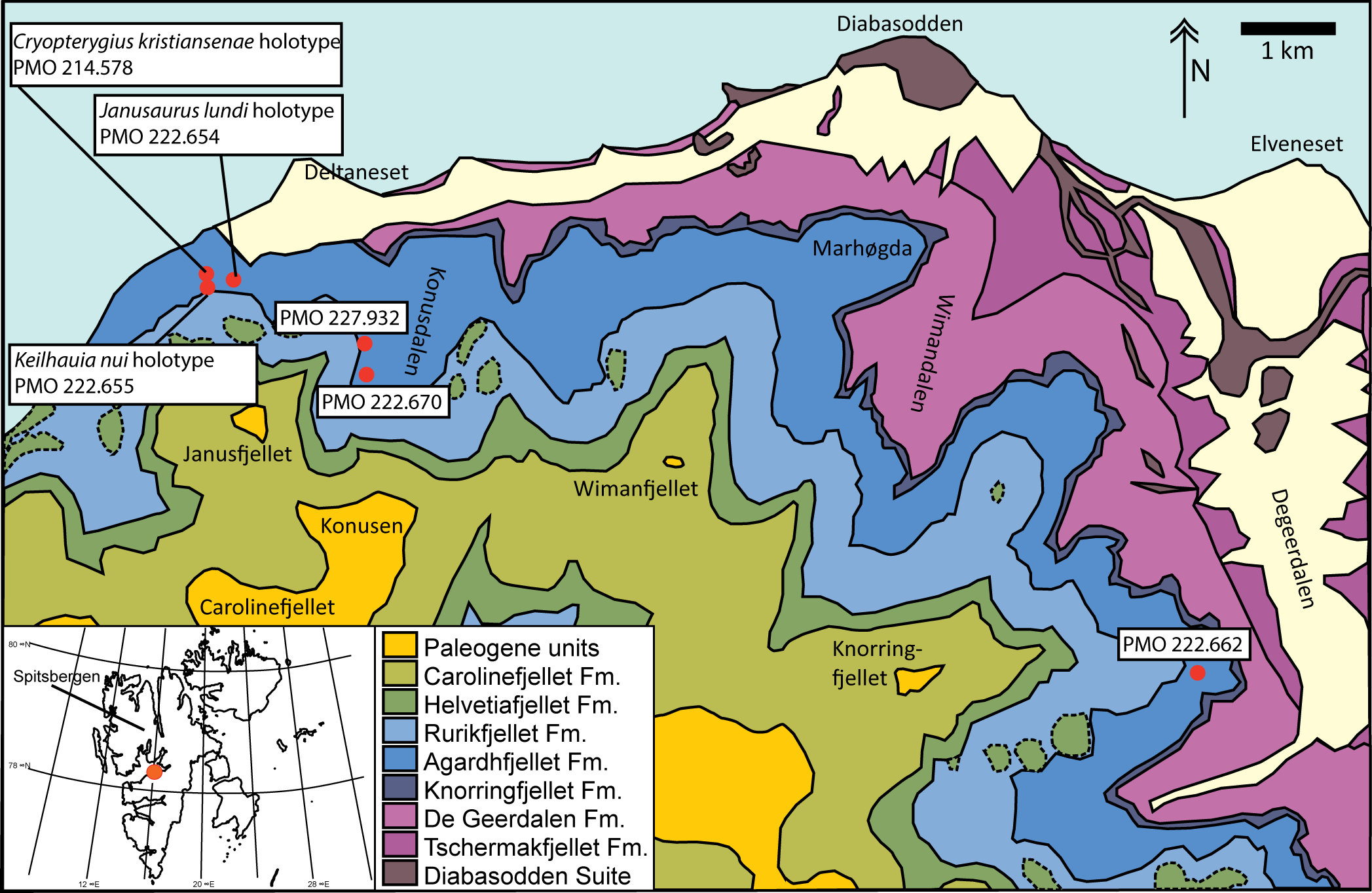
化石产地的地图